# Movimento lento (singolo)
Movimento lento è un singolo della cantante italiana Annalisa, pubblicato il 28 maggio 2021 come secondo estratto dalla ristampa del settimo album in studio Nuda10.

## Descrizione
Il brano è stato realizzato dalla cantante stessa insieme al duo Merk & Kremont, Jacopo Et e Leonardo Grillotti; tuttavia, la versione pubblicata come singolo differisce da quella contenuta nell'album per via della partecipazione vocale del cantante Federico Rossi, con il quale Annalisa aveva precedentemente collaborato quando Rossi era componente dei Benji & Fede. Riguardo al significato del brano, la stessa cantante ha dichiarato:
Dal punto di vista musicale presenta gli stilemi tipici del tormentone estivo grazie agli arrangiamenti marcatamente reggaeton.

## Accoglienza
Scrivendo per La Stampa, Luca Maragliano si è espresso positivamente su Movimento lento, definendolo «un brano in cui sono presenti moltissime immagini cinematografiche, fotografie, che nell'immaginario diventano dei veri e propri quadri».

## Video musicale
Il video, diretto da Mauro Russo, è stato pubblicato l'8 giugno 2021 attraverso il canale YouTube della Warner Music Italy.

## Tracce
Testi e musiche di Annalisa Scarrone, Eugenio Maimone, Merk & Kremont, Jacopo Ettorre e Leonardo Grillotti.
1. Movimento lento (feat. Federico Rossi) – 3:13

## Classifiche

### Classifiche settimanali
| Classifica (2021-22) | Posizione massima |
| -------------------- | ----------------- |
| Bulgaria             | 10                |
| Italia               | 8                 |

### Classifiche di fine anno
| Classifica (2021) | Posizione |
| ----------------- | --------- |
| Italia            | 30        |